# Kunpan
Kunpan, auch Kunpan – Der Geisterkrieger (Thai: ขุนแผน - Aussprache: [kʰǔn pʰɛ̌ːn], korrekte Umschrift: „Khun Phaen“) ist ein thailändischer Historienfilm aus dem Jahr 2002, eine Verfilmung des Epos Khun Chang Khun Phaen der klassischen thailändischen Literatur. Regie führte Tanit Jitnukul.

## Handlung
Ort der Handlung ist die wohlhabende Stadt Suphan Buri im Königreich von Ayutthaya. Aus ihr entstammt der tapferste und fähigste Feldherr seiner Zeit – Khun Krai Phonphai, der von einem magischen Mantra beschützt wird. Eines Tages fällt der verdiente Kämpfer wegen einer Nichtigkeit in Ungnade und wird auf Befehl des Königs zum Tode verurteilt. Aus Sorge, dass sich die Schergen des Königs an dem gemeinsamen jungen Sohn Kaeo rächen, übergibt die Ehefrau des Verurteilten Nang Thong Prasi das Kleinkind in die Obhut der Mönche des Wat Pa Lelai, die ihn Kampfkünste als auch magische Fähigkeiten lehren.
Jahre später trifft Kaeo bei Feierlichkeiten während des Songkran-Festes im Tempel seine einstige Jugendliebe, die attraktive Phim wieder, in die er sich sofort verliebt. Ihr gemeinsames Glück währt jedoch nicht lang, als ihn seine Angebetete, für die er sein Mönchgewand ablegt und die heftigst vom einfältigen Chang umworben wird, bei einer Liebelei mit einem anderen Mädchen entdeckt. Die beiden heiraten dennoch. Der gekränkte Chang beschließt aber um Phim zu kämpfen und schwärzt hierfür Kaeo beim König an, so dass dieser seine Dienste für eine bevorstehende kriegerische Auseinandersetzung im Norden des Landes bei Lan Na einfordert. Bei den folgenden Kriegshandlungen triumphiert der begnadete Kämpfer für seinen Landesvater. Als Dank erhebt ihn der König Phanwasa in den Adelsstand mit dem Titel „Khun Phaen der Große“. Des Weiteren sichert ihm der Herrscher neben Reichtum auch diverse Privilegien zu.
Während der Abwesenheit ihres Ehemannes stürzt sich Phim in Arbeit und erkrankt schließlich vor Einsamkeit. Nach der Genesung ändert der Abt ihren Namen in den Glück verheißenden „Nang Wanthong“. Wenig später heiratet sie auf Drängen ihres Clans den wohlhabenden Nebenbuhler Chang, der sie weiterhin umwirbt. Zuvor war es Chang erfolgreich gelungen, Phims bzw. Wanthongs Familie vom vermeintlichen Tod Kaeos zu überzeugen.
Nach Monaten kehrt Khun Phaen als gefeierter Kriegsheld mitsamt neuer Ehefrau, Laothong, nach Suphan Buri zurück. Hier erfährt er von der neuerlichen Heirat seiner Jugendliebe, worauf er verbittert und wütend reagiert und schließlich sogar Chang bedroht. Trotzdem kommt es zu einem privaten Stelldichein zwischen ihm und Wanthong. Der gehörnte Ehemann Chang rächt sich an den Kriegshelden, indem er den König belügt und einen angeblichen Treuebruch Khun Phaens vorgibt. Sein einstiger Förderer enthebt ihn daraufhin von allen militärischen Ämtern, nimmt seine zweite Ehefrau zur Konkubine und lässt ihn öffentlich demütigen.
Voller Verzweiflung und sämtlicher Privilegien beraubt verlässt Kaeo die Stadt und wendet sich der schwarzen Magie zu. Er übt seine magischen Fähigkeiten, die schon seinen Vater im Kampf unbesiegbar machen. Zudem schließt er ein Bündnis mit Dämonen. Vorübergehenden Unterschlupf findet er bei einer Gruppe von Banditen, aus deren Mitte er seine dritte Ehefrau Buakhli erwählt, die Kaeo aber wenig später tötet, um einen bösen Dämon, den sie in sich trägt, zu befreien.
Gestärkt durch die dunklen Mächte startet Kaeo einen Rachefeldzug gegen alle, die ihn seinerzeit denunzierten. Als erstes entführt er seine schwangere Phim und reist anschließend zum König, um ihn von seiner Unschuld zu überzeugen. Dieser ist jedoch nicht gänzlich von Kaeos Ausführungen überzeugt, so dass sein Vorhaben misslingt, und er für mehrere Jahre in das Gefängnis gesteckt wird.
Mehrere Jahre vergehen. Mittlerweile ist Plai Ngam, der gemeinsame Sohn Kaeos mit Phim, ein heranwachsender junger Mann, der wie seine männlichen Ahnen siegreich einfallende Eindringlinge abwehrt, die Land und Königreich bedrohen. Unterstützt wird Plai Ngam mit reichlich Magie von seinem Vater, den der König eigens für den bewaffneten begnadigte.
Am Ende des Films wird Kaeo neben seinem Sohn wieder als Khun Phaen in den Adelsstand erhoben. Khun Phaen löst sich schließlich von jeglicher Gewalt und entsagt seinen Dämonen. Doch für seine große Liebe ist es nach jahrelanger räumlicher Trennung zu spät. Weil sich seine erste Frau Wanthong nicht eindeutig für Kaeo oder Chang entscheiden kann, wird sie auf Geheiß des Königs hingerichtet. In der letzten Szene versucht Khun Phaen sie noch zu retten, doch unter den Augen ihres Sohnes und Kaeos wird sie schließlich geköpft.

## Kritiken
„Der opulent ausgestattete Historienfilm bebildert einen fiktiven Nationalroman. Das schier unüberschaubare Personenarsenal erschwert die Orientierung ebenso wie der ambivalente Charakter des Protagonisten, der keine Sympathiewerte einfahren kann.“